# 滨湖圣埃莱娜
滨湖圣埃莱娜（法語：Sainte-Hélène-du-Lac，法語發音：[sɛ̃t elɛn dy lak]）是法国萨瓦省的一个市镇，位于该省西部，属于尚贝里区。

## 地理
滨湖圣埃莱娜（45°28'56"N, 6°3'57"E）面积7.09 平方千米，位于法国奥弗涅-罗讷-阿尔卑斯大区萨瓦省，该省份为法国东部省份，历史上为薩伏依的一部分，北起上萨瓦省，西接伊泽尔省和安省，南部和东部与上阿尔卑斯省和意大利接壤。
与滨湖圣埃莱娜接壤的市镇（或旧市镇、城区）包括：拉沙瓦讷、夸斯-圣让皮耶戈捷、莱索、莱莫莱特、蒙梅利扬、普拉奈斯、圣皮埃尔德苏西、波特德萨瓦。

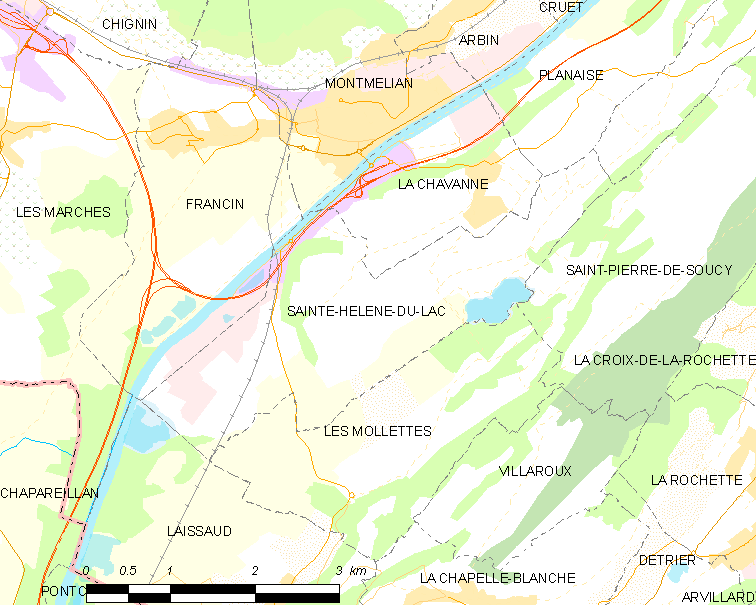
滨湖圣埃莱娜的OSM定位图

滨湖圣埃莱娜的时区为UTC+01:00、UTC+02:00（夏令时）。

## 行政
滨湖圣埃莱娜的邮政编码为73800，INSEE市镇编码为73240。

## 政治
滨湖圣埃莱娜所属的省级选区为蒙梅利扬县。

## 人口

1962-2008年间滨湖圣埃莱娜人口变化图示

滨湖圣埃莱娜于2022年1月1日时的人口数量为835人。